# Ісрапілов Хункар-Паша Германович
Хунка́р Германович Ісрапілов  (13 листопада 1967, село Аллерой, ЧІАРСР, РРФСР , СРСР — 1 лютого 2000, Чечня, Росія) — воєначальник, активний учасник першої та  другої російсько-чеченських війн в 1990-тих — 2000-них роках (до своєї смерті - 1 лютого 2000 року), бригадний генерал і командувач Південно-Східним фронтом армії Чеченської Республіки Ічкері. Обіймав високі посади у Збройних силах ЧРІ. Здійснював військове керівництво операцією під час рейду на місто Кизляр у Дагестані в 1996 році. Свого часу у формальній ієрархії стояв вище Шаміля Басаєва. Загинув у 2000 році, підірвавшись на міні при виході з Грозного через мінне поле.

## Життєпис
Народився в селі Аллерой (Курчалоївський район) ,  ЧІАРСР. Закінчив Орджонікідзевське вище загальновійськове командне училище. У 1984-1986 проходив дійсну військову службу в лавах ВВ МВС СРСР.
У 1992—1993 роках брав участь у бойових діях в Абхазії у складі загонів Конфедерації народів Кавказу, а також брав участь у війні в Нагірному Карабаху на стороні Азербайджану.
У листопаді 1992 року Ісрапілов прибув до Абхазія для участі у військових діях на стороні самопроголошеної республіки. Брав участь у першій Шромській операції, де показав себе жорстоким та сміливим військовиком. Неодноразово з групою своїх бійців робив вилазки до тилу противника, завдаючи шкоди живій силі, отримуючи цінні відомості про місцезнаходження грузинських військ. У травні 1993 року Хункар-паша з групою бійців проник до населеного пункту Каман, виявив вогневі точки і взяв полоненого. 16 травня 1993 року під час другої вилазки до Каману групою Хункар-паші було спалено 3 будинки та знищено близько 70 грузинських солдатів та місцевих жителів. Був учасником липневої операції 1993 року, операції при захопленні населеного пункту Шрома.
Під час перша чеченська війна командував загоном у східних районах Чечні.
14—19 червня 1995 року Ісрапілов взяв участь у наступі на Будьонновськ.
14 грудня 1995 року разом з Салманом Радуєвим і Султаном Гелісхановим захопив і утримував до 19 грудня більшу частину Гудермесу, нав'язавши федеральним московським військам важкі бої. 
9 січня 1996 року разом з Радуєвим і Турпалом Атгерієвим командував загоном під час наступу на Кизляр. 
Був одним із керівників оборони села Первомайське (Хасав'юртівський район, Дагестан). За словами Ісрапілова з інтерв'ю, яке він дав під час протистояння в Первомайському, «наші 250 бійців відбили 22 атаки 15-тисячного угруповання російських військ. Вона складалася і з ОМОН і СОБР, і Альфи, і двох танкових бригад, і десанту. Моджахеди знищили в боях до 800 російських солдатів».
Влітку 1996 року став командувачем Південно-Східного фронту Чеченської Республіки Ічкерія. У його угрупованні налічувалося до 1600 бойовиків, у тому числі до 150 найманців. Загонами командували Шаміль Басаєв, Султан Гелісханов і Алауді Хамзатов. На озброєнні були 5-6 танків, 7-8 БМП, 6 гармат, 4 РСЗВ, 7 ЗУ, 7-8 ПЗРК.
Після закінчення війни отримав звання бригадного генерала.
У вересні 1996 року указом Зелімхана Яндарбієва був призначений «начальником департаменту податкової поліції коаліційного уряду Чеченська Республіка Ічкерія».
У ніч на 26 квітня 1997 року на Ісрапілова було скоєно замах: невідомий вистрілив у вікно будинку в місті Грозний, де проживав Ісрапілов, з гранатомета РПГ-18 «Муха». Ісрапілов був поранений і госпіталізований.
У травні 1997 року наказом Аслана Масхадова призначений директором заснованого «Антитерористичного центру ЧРІ». Тепер у своєму розпорядженні став мати слідчі бригади та групи швидкого реагування, загальною чисельністю 350 осіб. Керував АТЦ до кінця 1998 року.
У 1998 році Хункер-паша пішов в опозицію Масхадову. 29 вересня 1998 року на черговому «Об'єднаному з'їзді учасників російсько-чеченської війни та воїнів опору» у Грозному він виступив з Басаєвим і Радуєвим з обвинуваченнями Масхадова в узурпації влади, порушенні конституції, уникненні ідей незалежності. Фактично, польові командири вимагали відставки Аслана Масхадова.
У серпні — вересні 1999 року брав безпосередню участь у бойових діях сепаратистів у Новолакському районі і Кадарській зоні Дагестану.
У 1999—2000 роках командував загоном у битві за Грозний.
1 лютого 2000 року підірвався на міні при відході з м. Грозного через мінні поля в районі Алхан-Кали.

## Примітні відомості
- Образ Ісрапілова був втілений в польовому командирі Дукуза Ісрапілова у фільмі Олександра Невзорова «Чистилище», його роль зіграв  Дмитро Нагієв.
- У 2016 році, в Коджаелі на північному заході Туреччини, був убитий брат Хункара Ісрапілова, Руслан Ісрапілов. Вбивці постукали у двері будинку, де він жив і чеченською мовою попросили вийти на вулицю. Після того, як Руслан вийшов з дому, в нього було зроблено чотири постріли.